# Natriumnitrat
Natriumnitrat er en uorganisk kemisk forbindelse med formlen NaNO3. Det er et salt, som også kaldes chilesalpeter eller perusalpeter, for derved at kunne skelne det fra almindelig salpeter som er kaliumnitrat. Natriumnitrat er et hvidt pulver som er let opløseligt i vand. Mineralet kendes også under navnet nitratin eller soda niter. Natriumnitrat benyttes til gødning, som ingridiens i røgbomber, som konserveringsmiddel i madvarer, og som raketbrændstof. Tidligere blev forbindelsen udvundet ekstensivt til glas-og pottemagerkunst.
Før Haber–Bosch processen (en proces til at fiksere nitrogen) blev opfundet, var udvinding af chilesalpeter så god en forretning, at Chile angreb sine allierede, Peru og Bolivia, i 1879 og overtog de størst kendte aflejringer af chilesalpeter; krigen går under navnet Salpeterkrigen. Verdens største aflejringer af caliche (en blanding af gips (CaSO4 · 2 H2O), natriumklorid, samt sand og salte primært bestående af natriumnitrat og kaliumnitrat (KNO3)) er beliggende i det nordlige Chile i Atacamaørkenen. De tidligere chilenske salpeter miner, Humberstone og Santa Laura, kom på UNESCOs Verdensarvsliste i 2005.
Natriumnitrat syntetiseres også industrielt ved at neutralisere salpetersyre med natriumcarbonat.

## Brug
I slutningen af den 19. århundrede blev natriumnitrat brugt ekstensivt til gødning og som råmateriale til fremstilling af krudt.
Natriumnitrat har antimikrobielle egenskaber og benyttes derfor også som konserveringsmiddel. Det findes naturligt i bladgrønsager. 
Natriumnitrat bruges også i produktionen af salpetersyre ved at blande det med svovlsyre efterfulgt af separering ved fraktionel destillation af salpetersyren, tilbage bliver natriumhydrogensulfat.